# リンドウ・モス

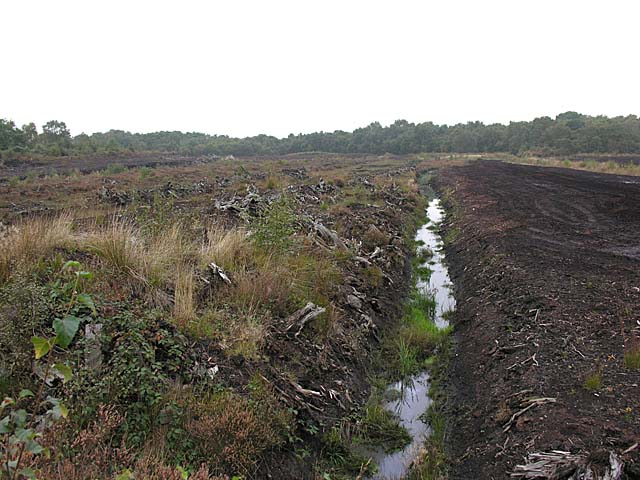
リンドウ・モスの泥炭。2005年撮影。

リンドウ・モス(Lindow Moss)は、ソルタスレイ・コモン(Saltersley Common)としても知られており、イングランドのチェシャー州のウィルムズロウのはずれにある湿気の高い泥炭地である。
中世からコモン(共有地)として使われてきた。そして、1984年にリンドウ・マンという保存された湿地遺体の発見によってよく知られるようになった。
その泥炭地は、氷期の終末期に氷が溶けることによって残った窪地の集まりで形成されていた。
リンドウ・モスの最初に書かれた記録は、1421年にモバリーとウィルムズロウの君主が燃料として使うために泥炭地から泥炭を掘り出すことを住民に許可したという記録であった。
元々は600ヘクタール(1,500エーカー)の広さを占めていたが、元の広さの1/10に縮小している。
その湿地は危険な場所かもしれない。18世紀の記録者は、人々がそこで溺れることを記録した。
数世紀に渡って、その湿地からの泥炭は燃料として使われた。
今でも採掘が続いているが、今は培養土と混合するために採掘している。
採掘は機械化されており、掘削機を使っている。
その場所はワタスゲ、Eriophorum angustifolium 、そしてミドリコツバメのような植物相と動物相のために知られている。
ミズハタネズミの生息環境でもあったが、彼らの生存は水位の低下によって脅かされている。
ソルタスレイ・コモン保存協会(Saltersley Common Preservation Society)は、その泥炭地の保護を促進している 。
2011年11月にその協会は、地元のアマチュア映画製作者と協力して、湿地の歴史と直面する脅威を詳しく説明する短いビデオを作成した。

## 参照資料
- Brothwell, Don (1986), The Bogman and the Archaeology of People, British Museum Publications, ISBN 0-7141-1384-0
- Turner, R. C. (1995), “Discoveries and Excavations at Lindow Moss 1983–8”, Bog Bodies: New Discoveries and New Perspectives, British Museum Press, pp. 10–18, ISBN 0-7141-2305-6